# Spaniens marininfanteri
Spaniens marininfanteri är ett vapenslag (Cuerpo de Infantería de Marina) i Spaniens flotta, som består av ett högre förband (Fuerza de Infantería de Marina) avsedda för amfibieoperationer, skydd och försvar av marinens baser samt marina specialoperationer. Amfibieförbanden är samlade i en amfibiebrigad och säkerhetsförbanden i tre regementen. Specialförbandens organisation är okänd.

## Historia
Det spanska marininfanteriet räknar sina anor från 1537 när Compañías Viejas del Mar de Nápoles på order av kejsar Karl V permanent tilldelades den spanska galärflottan i Medelhavet. Det var dock först under Filip II som marininfanteriet fick till uppgift att genomföra landstigningsoperationer. Marininfanteriet organiserade då som fyra tercios: 
 
- Tercio Nuevo de la Mar de Nápoles
- Tercio de la Armada del Mar Océano
- Tercio de Galeras de Sicilia
- Tercio Viejo del Mar Océano y de Infantería Napolitana

När armén 1704 övergick från en terciorganisation till en regementsorganisation ombildades marininfanteriets fyra tercior till regementen:
- Regimiento de Bajeles (Skeppsregementet)
- Regimiento de la Armada (Flottregementet)
- Regimiento del Mar de Nápoles (Neapels sjöregemente)
- Regimiento de Marina de Sicilia (Sicilianska marinregementet)

Regementsorganisationen avskaffades 1717 och ersattes med en bataljonsorganisation inom ramen för kåren Cuerpo de Batallones de Marina. De först organiserade bataljonerna var Armada, Bajeles, Marina och Oceano. 1728 tillkom bataljonen Mediterráneo och 1731 bataljonen Barlovento.  1741 fanns det sammanlagt åtta marininfanteribataljoner och tio år senare tillkom ytterligare en. 1740 bildades en marinartillerikår med ansvar för fartygsartilleriet. Vid mitten av sjuttonhundratalet fanns det 12 000 marininfanterister och 3 000 marinartillerister i den spanska marinen. Ombord på flottans fartyg fungerade marininfanteriet som äntergastar medan marinartilleriet bemannade fartygsartilleriet. Vid behov organiserades särskilda landstigningskolonner. En annan viktig uppgift för bägge kårerna var som fästningstrupp i kustfästningarna. Under det spanska självständighetskriget omorganiserades marininfanteriet och marinartilleriet till sju regementen vilka huvudsakligen stred till lands inordnade i arméns högre förband.
Med ett allt effektivare fartygsartilleri blev änterstriden obsolet efter Napoleonkrigen och marininfanteriet och marinartilleriet sammanslogs 1827 till en brigad, Brigada Real de Marina med tyngdpunkt på artilleri. Brigaden som bestod av två bataljoner fick också namnet Real Cuerpo de Artillería de Marina 1833. Under det första carlistkriget 1834–1839 organiserades dessutom tre bataljoner marininfanteri vilka dock tjänstgjorde som fältinfanteri. 1839 fick kåren namnet Cuerpo de Artillería e Infanteriá de Marina. 1841 överfördes infanteriet till armén, medan artilleriet kvarstod i kåren som återigen omdöptes, nu till Cuerpo de Artillería de Marina. Redan 1848 återupprättades dock marininfanteriet genom att en ny kår, Cuerpo de Infantería de Marina, om tre bataljoner bildades. Marinartilleriet lades sedan ner 1857. Marininfanteriets då fem bataljoner omorganiserades 1869 till tre regementen, ett för varje örlogsstation. Vid denna tid övergick marininfanteriet från att ha varit garnisonsförband till att fungera som landstigningsförband, huvudsakligen i kolonierna.
Under det tredje carlistkriget 1872–1876 stred marininfanteriet återigen som fältinfanteri. 1879 fick marininfanteriet sin egen militärhögskola, Academia General Central de Infantería de Marina. Kolonialkrigen på Kuba och i Filippinerna med ständiga landstigningsoperationer mot lokal guerilla medförde 1882 en omorganisation av marininfanteriet på tre brigader om två regementen. 1886 utökades marininfanteriet till fyra brigader, vardera om tre tercior, medan reorganisationen 1893 skapade tre regementen om två bataljoner. Under den filippinska revolutionen och det spansk-amerikanska kriget stred marininfanteriet återigen inordnade i högre arméförband.

Fana för tredje marininfanteriregementet i Cartagena, idag Tercio de Levante.

Förlusten av Cuba och Filippinerna gjorde att marininfanteriet började ifrågasättas politiskt, då det inte längre hade ett kolonialt uppdrag. Kåren överlevde dock och en ny reorganiseringsperiod påbörjades. 1903 inrättades en generalinspektion och 1908 indelades den i tre regementen, ett för varje marindistrikt. 1912 tillkom ett regemente för insatser i Afrika. Efter slaget vid Gallipoli 1915 kom de flesta länders flottor att betrakta landstigningsoperationer som i praktiken ogenomförbara gentemot en modernt utrustad motståndare och amfibiekapaciteten började avvecklas. Trots detta genomförde den spanska marinen en landstigningsövning med en bataljon 1925.
Den andra spanska republiken beslöt 1931 att kåren skulle avvecklas och dess uppdrag i fortsättningen utföras av personal från flottan. Allteftersom  kårens befäl och manskap avgick skulle de ersättas av sjöofficerare och sjömän. Under det spanska inbördeskriget valde marininfanteriets förband olika sidor. Trupperna i Cadiz och Ferrol ställde sig på republikens sida, de i Cartagena och Madrid på nationalisternas. Den nationalistiska regeringen upphävde 1937 beslutet om kårens avskaffande och 1940 fick den en chef som ställdes direkt under chefen för marinen. Bakgrunden var att marininfanteriet under kriget till större delen hade varit integrerat i arméns högre förband, men nu åter skulle ställas till marinens förfogande. Kåren organiserades i fem tercior och en bataljon i Madrid. De tre första lydde under respektive marinkommandochef, de tvenne senare under respektive örlogsbaschef:
- Tercio del Norte (Ferrol)
- Tercio del Sur (San Fernando)
- Tercio de Levante (Cartagena)
- Tercio de Baleares (Palma de Mallorca), nedlagd 1962
- Tercio de Canarias (Las Palmas de Gran Canaria)

Genom beslut 1968 fick marininfanteriet i uppdrag att återupprätta sin amfibiska kapacitet. Landstigningsstyrkan blev kärnan i marininfanteriet och grunderna för dagens organisation med Tercio de Armada och de bassäkerhetsförbanden Tercio del Norte, Tercio del Sur och Tercio de Levante (se nedan) därmed lagd. De första specialförbanden tillkom 1952 och 1979 uppsattes ett kompani Mar Oceano som ingår i  Guardia Real.

## Uppdrag
- Genomföra militära operationer i kustområdet utgående från havet, antingen som en del av flottan eller ingående i andra operativa organisationer.
- Garantera säkerheten och skyddet av marinens baser, anläggningar, organisationer och personal.
- Genomföra specialoperationer till havs eller i det kustnära området.

## Organisation
I enlighet med sitt uppdrag består det spanska marininfanteriet under marininfanteriets ledning,  Comandancia General de la Infantería de Marina, av tre huvuddelar, amfibieförbanden (TEAR), marinens säkerhets- och basskyddsförband (FUPRO) och marinens specialförband (FGNE). 
Tercio de Armada (TEAR)
TEAR är stationerade i San Fernando och består av marininfanteribrigaden (BRIMAR) och marininfanteribasen (UB): 
- Brigada de Infantería de Marina - Marininfanteribrigaden (BRIMAR)
  - Batallón de Cuartel General - Stabsbataljonen (BCG)
  - Primer Batallón de Desembarco - 1. Amfibiebataljonen (BD-I)
  - Segundo Batallón de Desembarco - 2. Amfibiebataljonen (BD-II)
  - Tercer Batallón Mecanizado de Desembarco - 3. Mekaniserade amfibiebataljonen  (BDMZ-III)
  - Grupo de Movilidad Anfibia - Landstigningsbåtbataljonen (GRAE)
  - Grupo de Artillería de Desembarco - Amfibieartillerbataljonen (GAD)
  - Grupo de Apoyo de Servicios de Combate - Underhållsbataljonen (GASC)
  - Grupo de Armas Especiales - Ingenjörsbataljonen (GRAE)
- Unidad de Base - Marinfanteribasen (UB)

Fuerza de Protección de la Armada (FUPRO)
FUPRO skyddar och försvarar flottans baser och personal: 
- Tercio del Sur, San Fernando
- Tercio del Norte, Ferrol
- Tercio de Levante, Cartagena
- Unidad de Seguridad del Mando Naval de Canarias, Las Palmas de Canaria (USCAN)
- Agrupación de Infantería de Marina de Madrid, Madrid (AGRUMAD)

Fuerza de Guerra Naval Especial (FGNE)
Närmare detaljer saknas. Innan FGNE blev marininfanteriets tredje huvudkomponent bestod den spanska marinens specialförband av en specialförbandsenhet i BRIGMAR och ett attackdykarförband. I FGNE ingår även officerare och sjömän från flottan.

## Personal

### Personalstruktur
| Marininfanteriet 2018 |                                                                           | |                                       |
| Personal- kategori    | Anställningskrav                                                          | Grundutbildning | Befordringsgång                       |
| Officerare            | Studentexamen och avlagt prov för att erhålla högskolebehörighet 18-21 år | Escuela Naval Militar (ENM) 5 år                                                                                      | Löjtnant - Generalmajor               |
| Officerare            | Akademisk examen på grundnivå högst 26 år                                 | ENM 1 år | Löjtnant - Generalmajor               |
| Officerare            | Akademisk examen på avancerad nivå högst 27 år                            | ENM 1 år | Löjtnant - Generalmajor               |
| Underofficerare       | Studentexamen 18-21 år                                                    | Escuela de Infantería de Marina General Albacete Fuster * Curso de Acceso a la Escala de Suboficiales 3 år            | Förste sergeant - Regementsförvaltare |
| Underofficerare       | Yrkesteknisk examen högst 21 år                                           | Escuela de Infantería de Marina General Albacete Fuster * Curso de Acceso a la Escala de Suboficiales 3 år            | Förste sergeant - Regementsförvaltare |
| Underofficerare       | Avlagt prov för tillträde till yrkeshögskola högst 21 år                  | Escuela de Infantería de Marina General Albacete Fuster * Curso de Acceso a la Escala de Suboficiales 3 år            | Förste sergeant - Regementsförvaltare |
| Soldater              | Grundskola 18-29 år                                                       | Escuela de Infantería de Marina General Albacete Fuster: * Curso de Acceso a Militar Profesional de Tropa y Marinería | Menig - Sergeant                      |
| Källor:               | [ 8 ] [ 9 ]                                                               | [ 8 ] [ 9 ] | [ 8 ] [ 9 ]                           |

### Gradbeteckningar
Officerare
| NATO-kod                         | OF-7                             | OF-6            | OF-5                             | OF-4             | OF-3           | OF-2              | OF-1           | OF-1 |  |
| -------------------------------- | -------------------------------- | --------------- | -------------------------------- | ---------------- | -------------- | ----------------- | -------------- | ---- |  |
| España                           |                                  |                 |                                  |                  |                |                   |                |      |  |
| General de división Generalmajor | General de brigada Brigadgeneral | Coronel Överste | Teniente coronel Överstelöjtnant | Comandante Major | Capitán Kapten | Teniente Löjtnant | Alférez Fänrik |      |  |
|                                  |                                  |                 |                                  |                  |                |                   |                |      |  |
| Källa:                           | [ 8 ]                            |                 |                                  |                  |                |                   |                |      |  |

Underofficerare
| NATO-kod                             | OR-9                            | OR-9               | OR-8                        | OR-7                     | OR-6 |
| ------------------------------------ | ------------------------------- | ------------------ | --------------------------- | ------------------------ | ---- |
| España                               |                                 |                    |                             |                          |      |
| Suboficial Mayor Regementsförvaltare | Subteniente Regementsförvaltare | Brigada Förvaltare | Sargento primero Fanjunkare | Sargento Förste sergeant |      |
| Källa:                               | [ 8 ]                           |                    |                             |                          |      |

Manskap
| España | Insignia de Cabo Mayor | Insignia de Cabo Mayor | Insignia de Cabo Mayor | Insignia de Cabo Mayor | Insignia de Cabo Mayor | Insignia de Cabo Mayor | Insignia de Cabo Primero | Insignia de Cabo Primero | Insignia de Cabo | Insignia de Cabo | Insignia de Soldado de primera | Insignia de Soldado de primera | Insignia de Soldado de primera | Insignia de Soldado de primera | Insignia de Soldado de primera | Insignia de Soldado de primera | Insignia de Soldado |
| España | Cabo Mayor Sergeant    | Cabo Mayor Sergeant    | Cabo Mayor Sergeant    | Cabo Mayor Sergeant    | Cabo Mayor Sergeant    | Cabo Mayor Sergeant    | Cabo primero Korpral     | Cabo primero Korpral     | Cabo Vicekorpral | Cabo Vicekorpral | Soldade de primera Menig 1. kl | Soldade de primera Menig 1. kl | Soldade de primera Menig 1. kl | Soldade de primera Menig 1. kl | Soldade de primera Menig 1. kl | Soldade de primera Menig 1. kl | Soldado Menig       |
| Källa: | [ 8 ]                  |                        |                        |                        |                        |                        |                          |                          |                  |                  |                                |                                |                                |                                |                                |                                |                     |

Kadetter och aspiranter vid Militärhögskolan Escuela Naval Militar
| España                        |                                           |                                           |                                       |                                       |
| Alférez Militärhögskolan år 5 | Guardiamarina de 2º Militärhögskolan år 4 | Guardiamarina de 1º Militärhögskolan år 3 | Aspirante de 2º Militärhögskolan år 2 | Aspirante de 1º Militärhögskolan år 1 |

Aspiranter vid marininfanteriets underofficersskola Escuela de Infantería de Marina General Albacete Fuster
| España                                   |                                 |                                 |
| Sargento Alumno Underofficersskolan år 3 | Alumno Underofficersskolan år 2 | Alumno Underofficersskolan år 1 |

## Uniformer

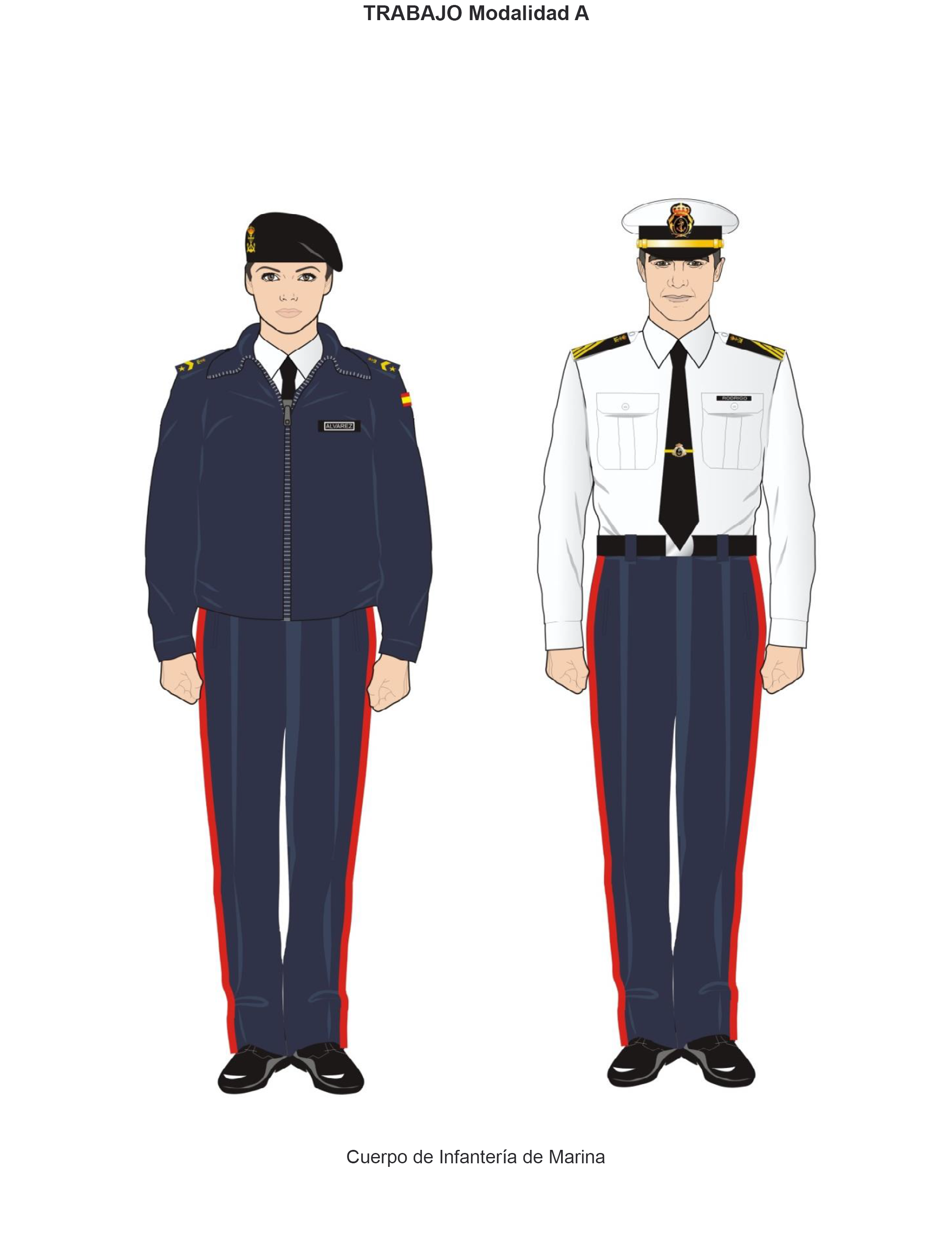
Vardagsdräkt
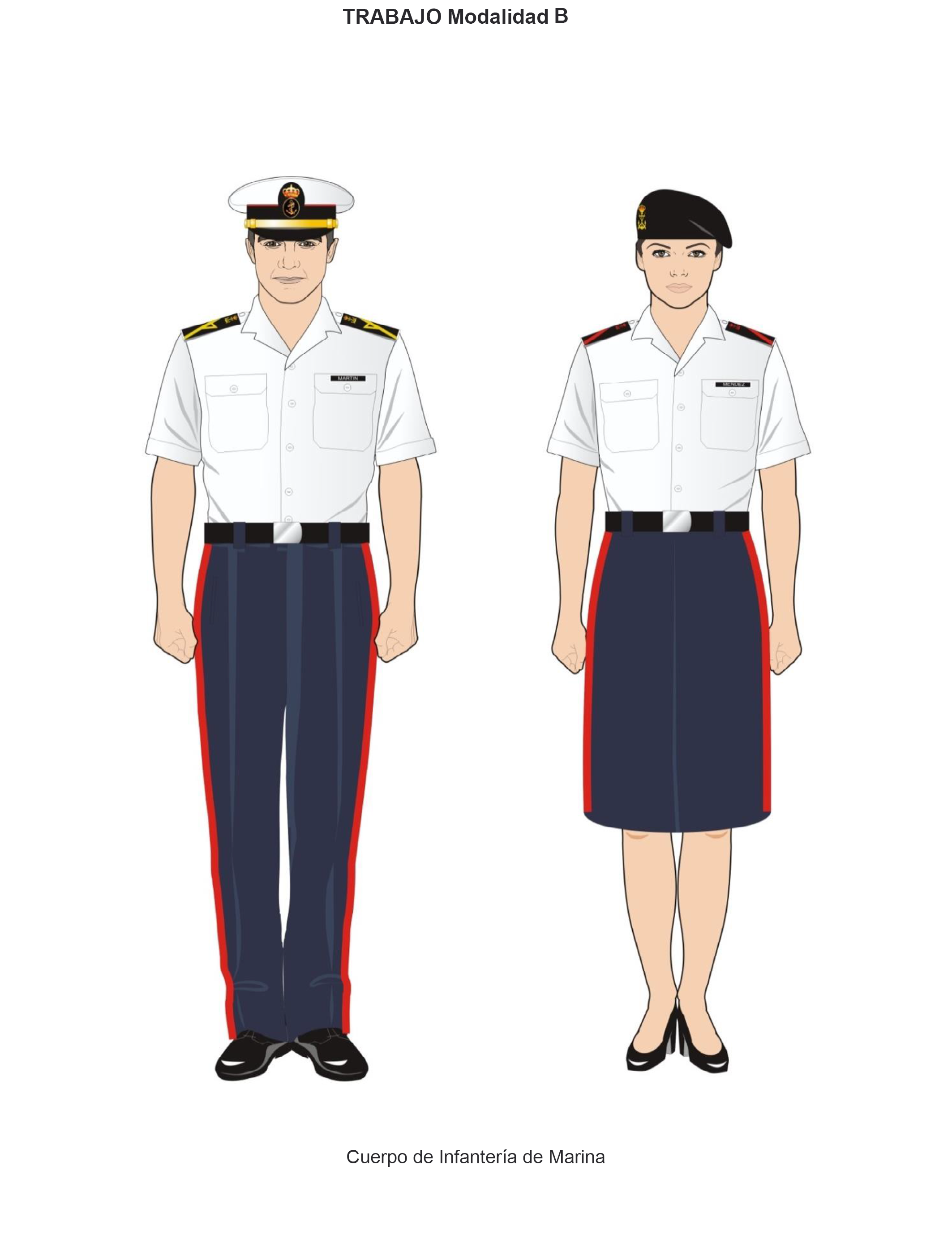
Vardagsdräkt
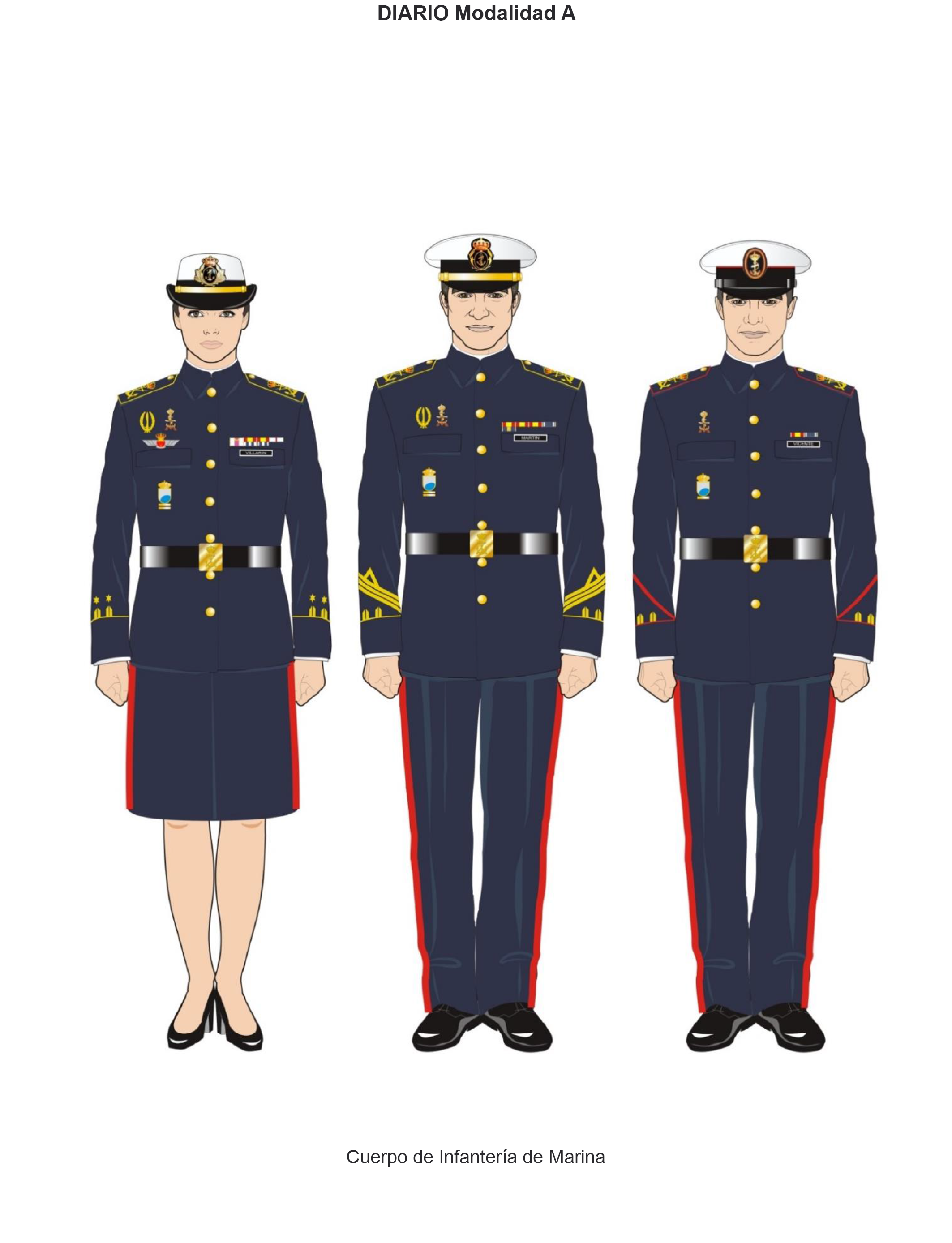
Daglig dräkt
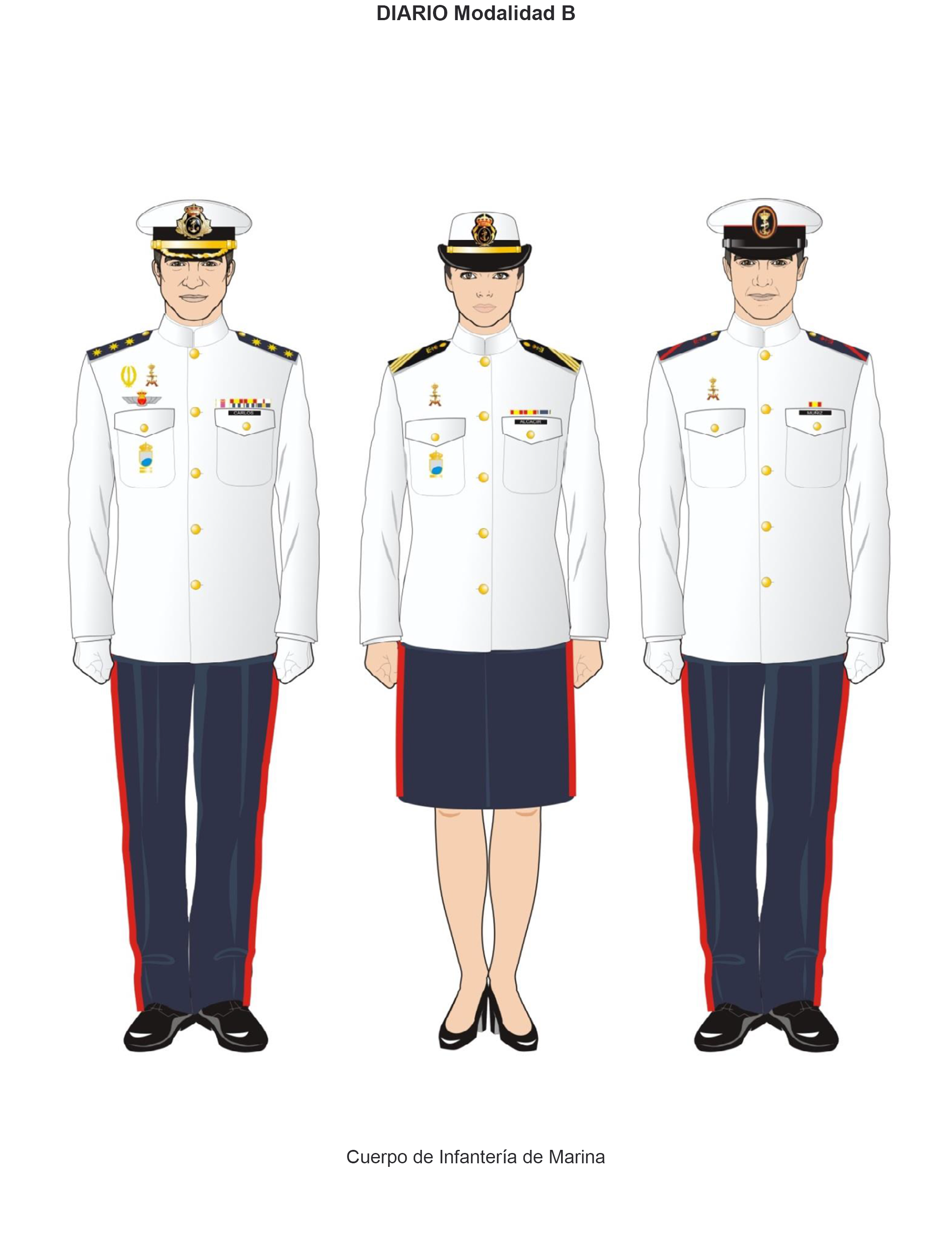
Daglig dräkt
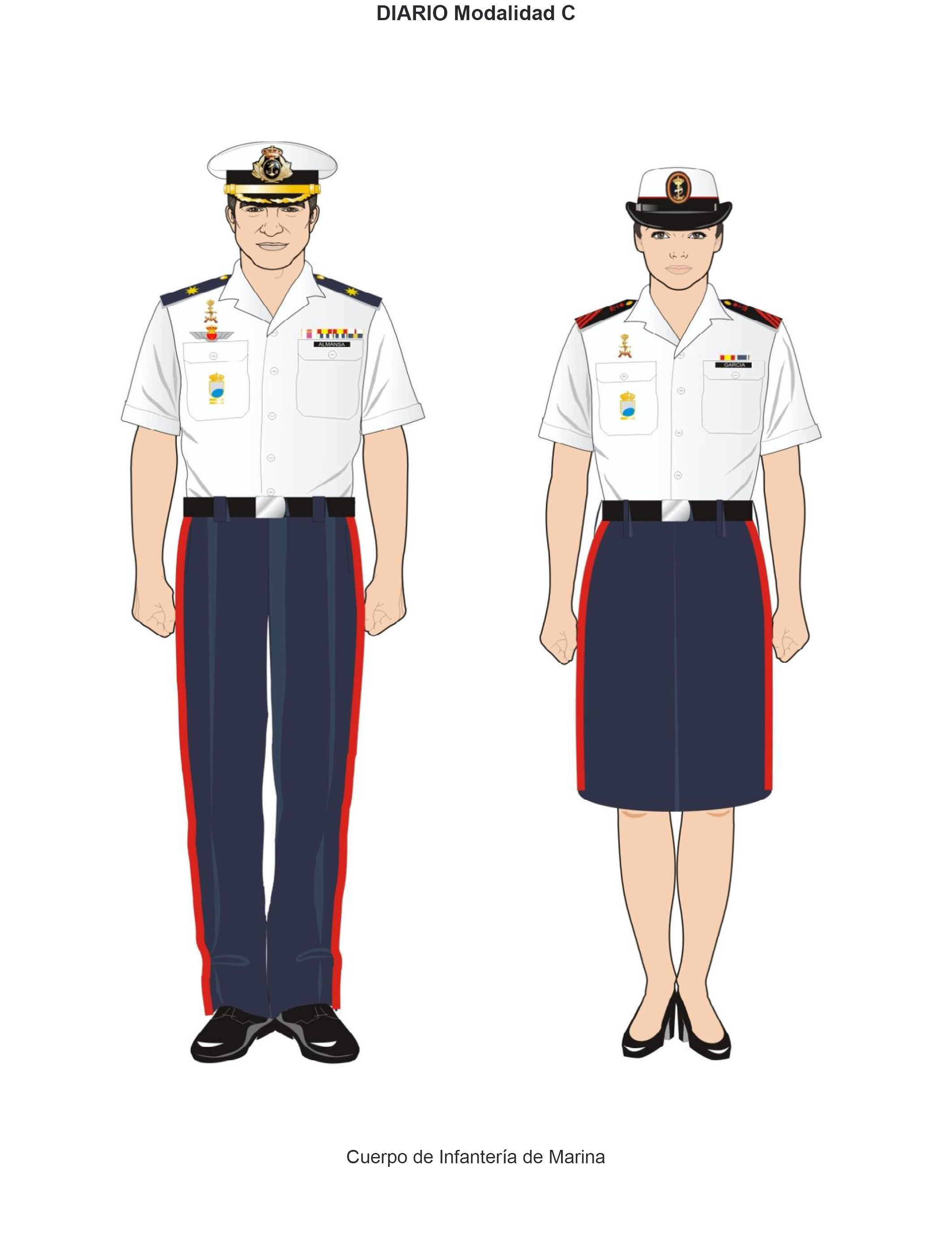
Daglig dräkt
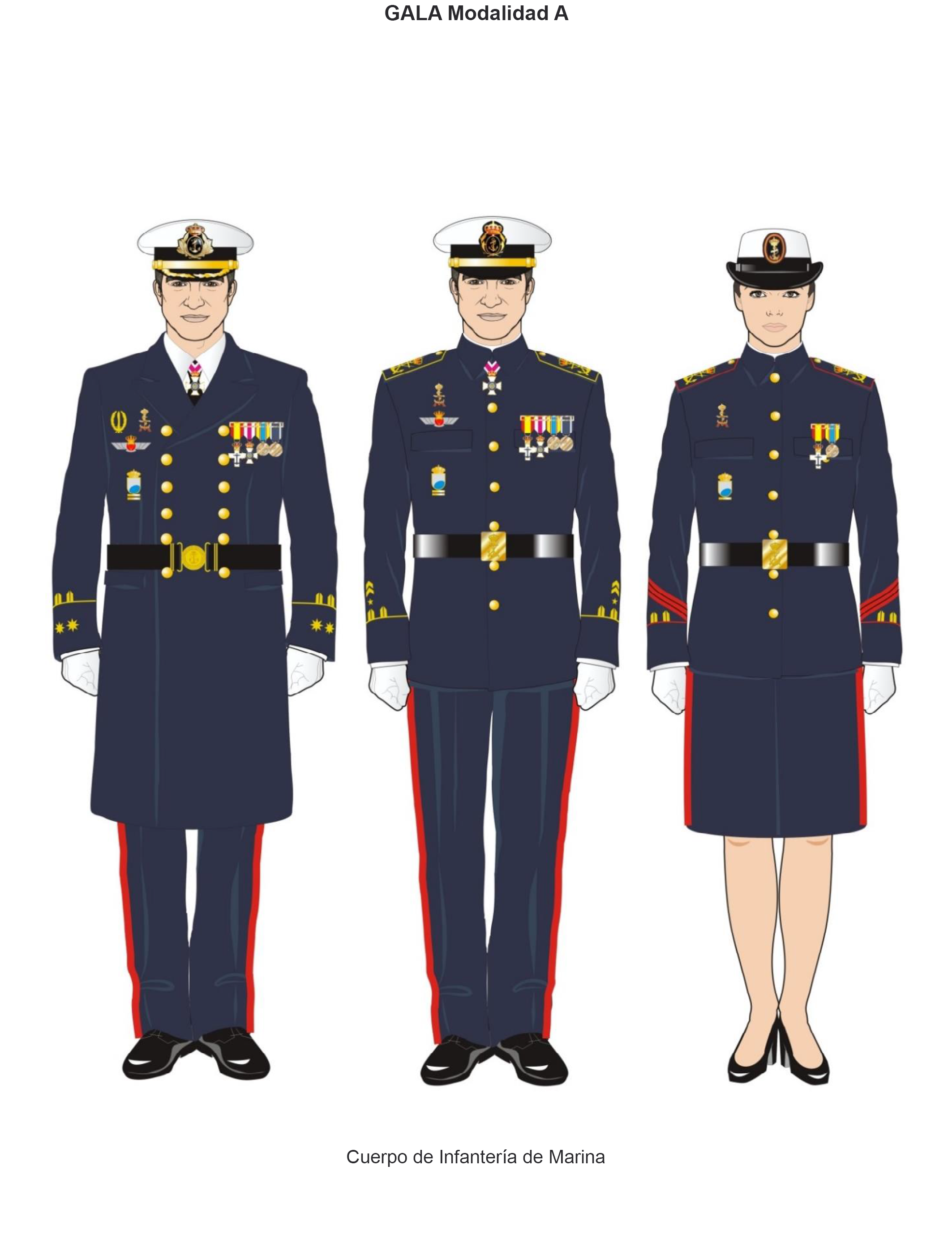
Paraddräkt
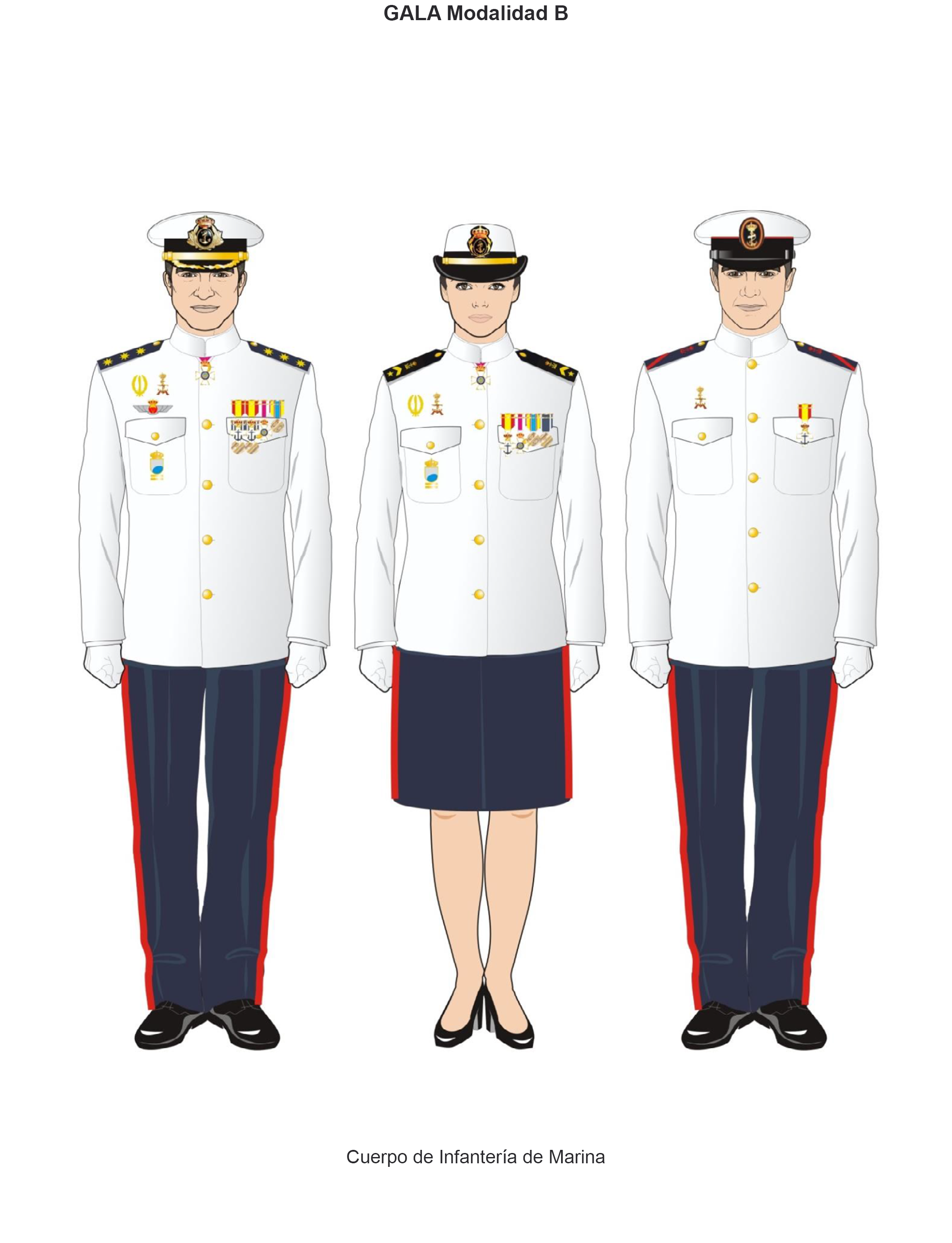
Paraddräkt
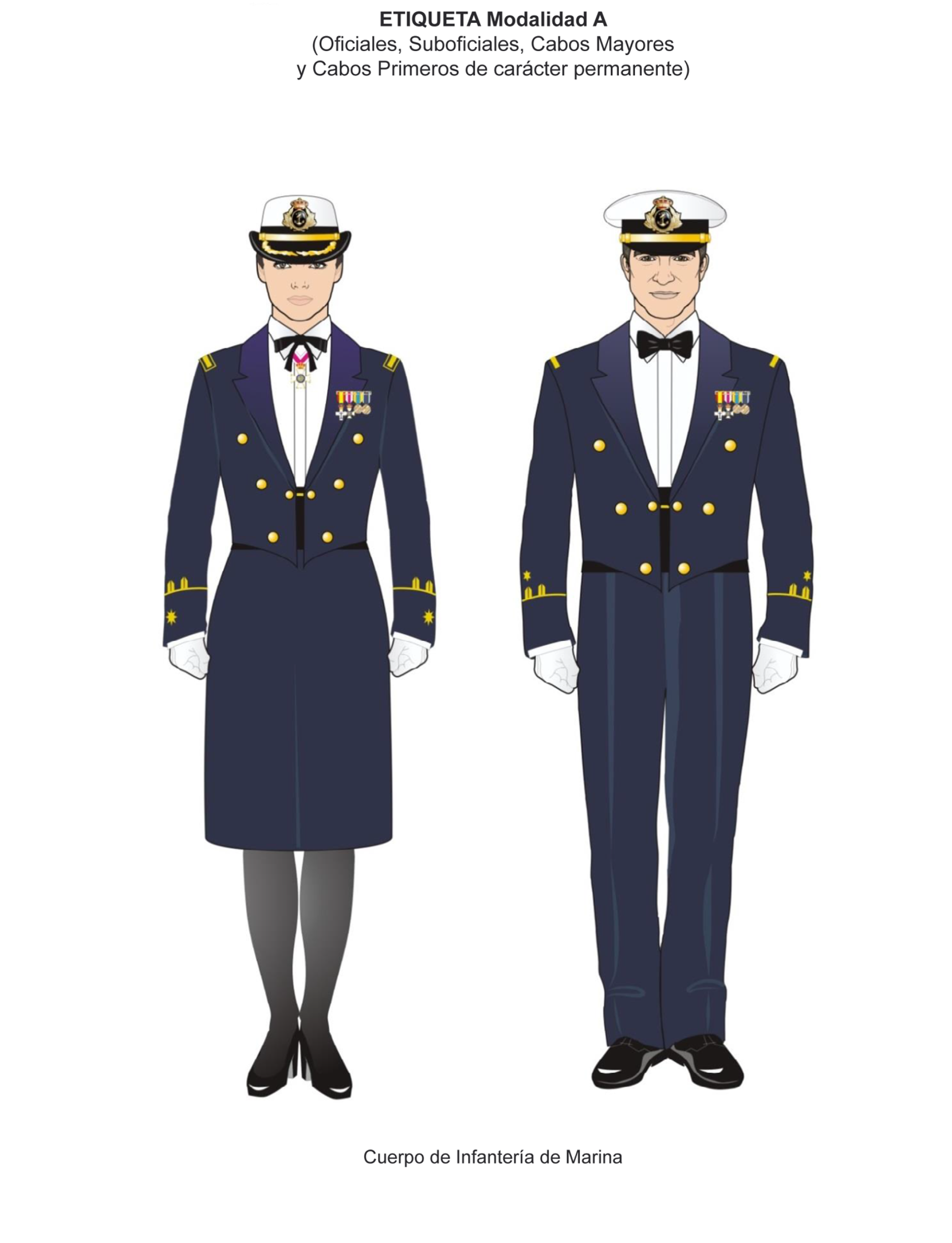
Mässdräkt
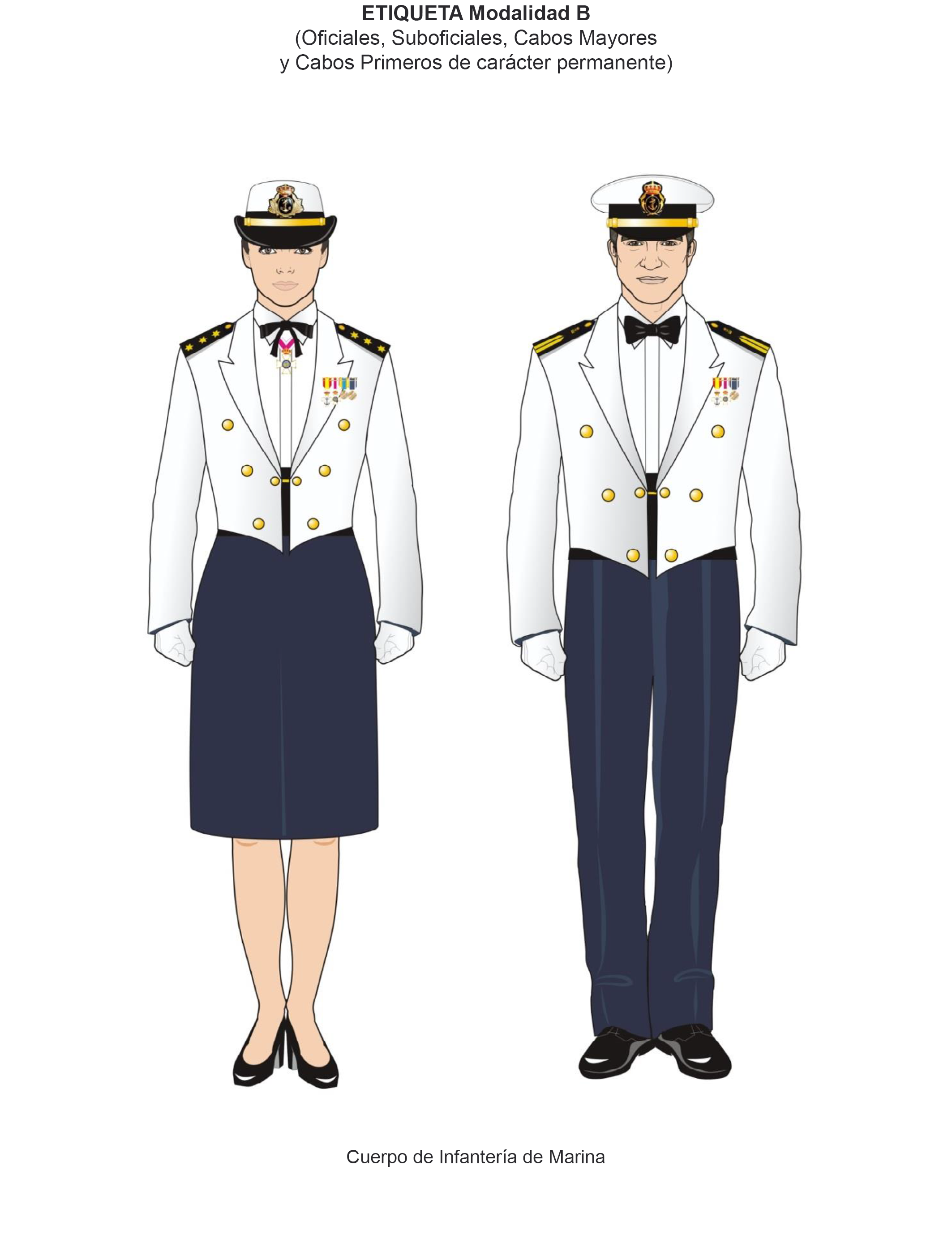
Mässdräkt
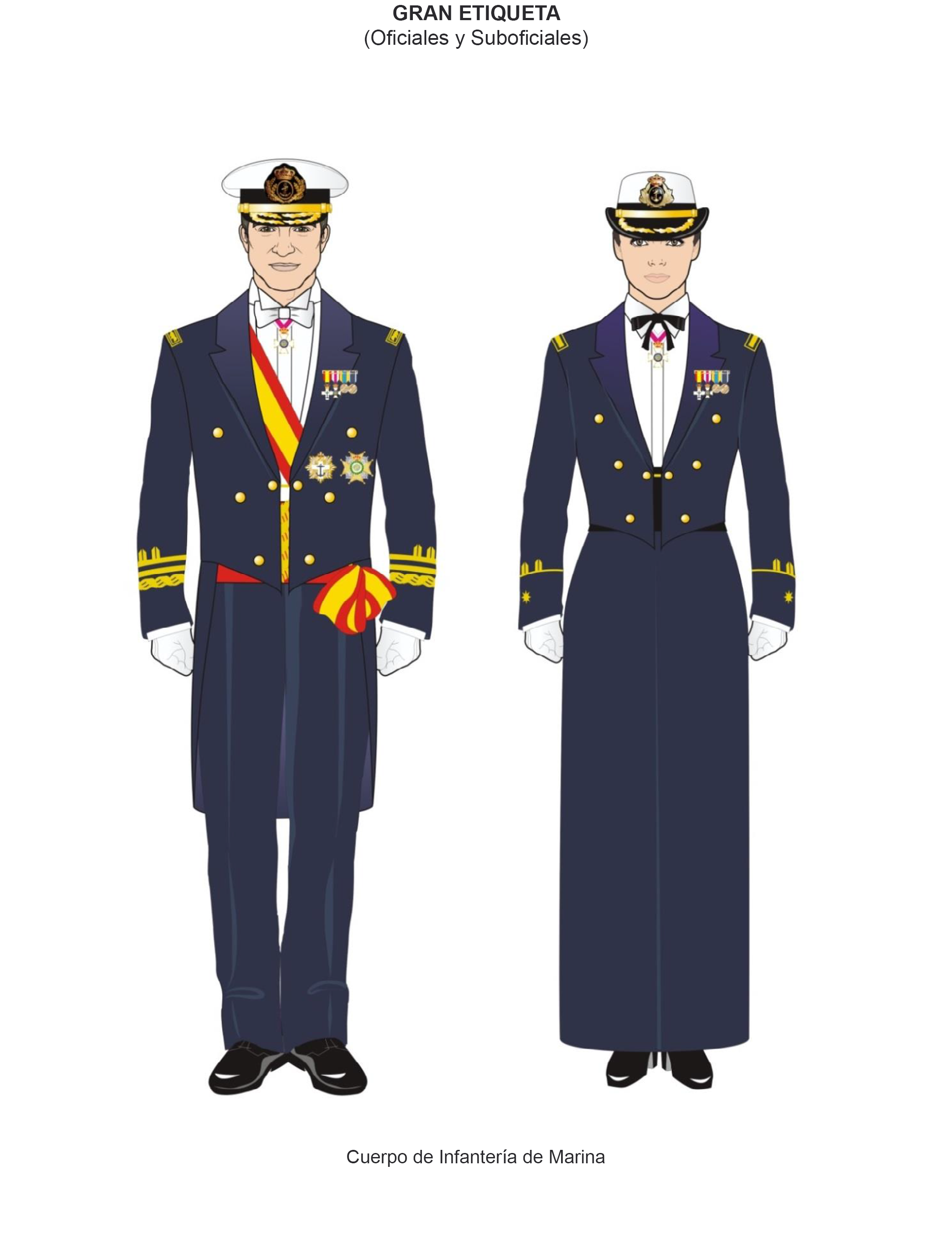
Högtidsdräkt

Källa:

## Välkända personer som tjänstgjort vid kåren
- Miguel de Cervantes
- Pedro Calderón de la Barca